# George Joachim Goschen
George Joachim Goschen, 1. vikomt Goschen (10. srpna 1831, Londýn, Anglie – 7. února 1907, Londýn, Anglie) byl britský státník, diplomat a podnikatel německého původu. Řadu let byl poslancem Dolní sněmovny, původně patřil ke konzervativcům, později přešel k unionistům. V několika britských vládách zastával celkem pět ministerských funkcí, byl mimo jiné dvakrát ministrem námořnictva (1871–1874 a 1895–1900) nebo ministrem financí (1887–1892). Angažoval se také v dalších sférách veřejného života a na čtyřech britských univerzitách obdržel čestný doktorát. V roce 1900 získal titul vikomta a vstoupil do Sněmovny lordů.

## Kariéra

Erb rodu Goschenů

Měl německý původ, byl synem podnikatele Wilhelma Heinricha (William Henry) Goschena, který z Lipska přesídlil do Anglie. George s vyznamenáním vystudoval v Oxfordu a od mládí působil v rodinné firmě (Frühlin&Goschen), jako člen ředitelstva pracoval také v Bank of England. V letech 1863–1886 a 1887–1900 byl poslancem Dolní sněmovny (v letech 1863–1886 zastupoval prestižní volební obvod Londýn), kde patřil k zástupcům liberálů. V letech 1865–1866 byl ve vládě generálním intendantem armády a viceprezidentem úřadu pro obchod, v roce 1865 byl zároveň jmenován členem Tajné rady. V Russellově vládě krátce zastával méně významný post lorda kancléře vévodství lancasterského (1866). V následujícím liberálním kabinetu W. Gladstona byl nejprve prezidentem chudinského úřadu (1868–1871) a po rezignaci H. Childerse převzal na jaře 1871 post prvního lorda admirality (1871–1874).
Během Disraeliho vlády (1874–1880) byl v opozici, získal ale čestný post lorda rektora univerzity v Aberdeenu a v roce 1876 byl pověřen mimořádnou diplomatickou misí do Egypta. V letech 1874–1880 byl také guvernérem Společnosti Hudsonova zálivu. V roce 1880 nepřijal nabídku na vstup do druhé Gladstonovy vlády, stejně tak odmítl post místokrále v Indii, ale v roce 1880 byl mimořádným vyslancem v Turecku. V roce 1882 odmítl další významnou nabídku na kandidaturu do funkce předsedy Dolní sněmovny, ale jako řadový poslanec se aktivně zabýval ekonomickými otázkami a zahraniční politikou. V roce 1886 odmítl soukromou nabídku od královny Viktorie na funkci premiéra. V 80. letech přešel k liberálním unionistům, což mu umožnilo přijmout funkce v konzervativních vládách markýze Salisburyho. Byl postupně kancléřem pokladu (ministr financí; 1887–1892) a znovu prvním lordem admirality (ministr námořnictva; 1895–1900). V roce 1900 byl povýšen na vikomta a stal se členem Sněmovny lordů. Mimo jiné byl smírčím soudcem a zástupcem místodržitele v Kentu, dále byl smírčím soudcem v Sussexu. Získal čestné doktoráty na univerzitách v Oxfordu (1881), v Aberdeenu (1887), Cambridge (1888) a Edinburghu (1890). Své veřejné aktivity završil v čestné funkci kancléře oxfordské univerzity (1903–1907).
Novinář a poslanec Arthur Elliot (1846–1923) napsal jeho životopis, který vyšel v Londýně ve dvou svazcích v roce 1911 (The Life of George Joachim Goschen, First Viscount Goschen, 1831–1907; London, 1911)

### Rodina a potomstvo
S manželkou Lucy Dalley měl šest dětí, dědicem titulu vikomta byl syn George Joachim Goschen, 2. vikomt Goschen (1866–1952), který byl dlouholetým poslancem Dolní sněmovny (1895–1906) a později guvernérem v Madrasu (1924–1929). Současným představitelem rodu je Giles Goschen, 4. vikomt Goschen (*1965), který byl v Majorově vládě náměstkem ministra dopravy (1994–1997).
Georgův mladší bratr Sir Edward Goschen (1847–1924) působil v diplomacii, byl vyslancem v Dánsku, velvyslancem v Rakousku-Uhersku (1905–1908) a v Německu (1908–1914).